# Lugogofloden

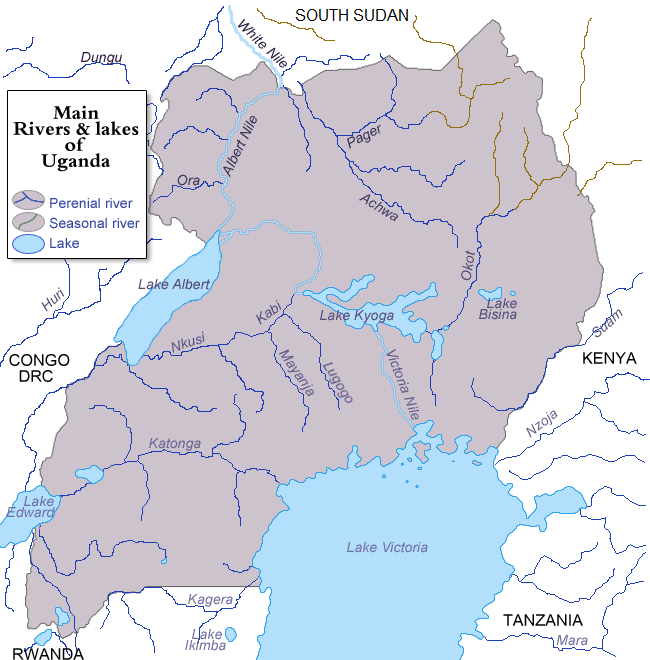
Ugandas floder och sjöar med Lugogofloden (mitten)

Lugogofloden är en flod i Uganda i östra Afrika.Den ligger i den centrala delen av landet och rinner i sydöstlig riktning från Kabifloden.